# Salvins tiran
De Salvins tiran (Aphanotriccus capitalis) is een zangvogel uit de familie Tyrannidae (tirannen). De Nederlandse naam verwijst naar de Engelse ornitholoog Osbert Salvin die deze vogel in 1865 geldig heeft beschreven.

## Verspreiding en leefgebied
Deze soort komt voor in oostelijk Nicaragua en noordelijk Costa Rica. 

## Status
De grootte van de populatie wordt geschat op 6000-15.000 volwassen vogels. Het verspreidingsgebied is klein en versnipperd en aangenomen wordt dat de aantallen achteruitgaan. Op de Rode lijst van de IUCN heeft deze soort daarom de status kwetsbaar.